# Djebel Ouanoukrim
Le djebel Ouanoukrim (en arabe : وانوكريم) est une montagne du Maroc située dans le massif de l'Atlas, au sud de Marrakech et juste au sud-ouest du djebel Toubkal, le point culminant de ce pays,.
Il est constitué de deux cimes : le Timesguida ou Timzguida[réf. nécessaire], la plus haute avec 4 089 mètres d'altitude, et juste au nord le Ras n'Ouanoukrim qui culmine à 4 083 mètres d'altitude ; ces deux sommets sont séparés par un petit col situé à 3 968 mètres d'altitude. Cette altitude de 4 089 mètres confère au djebel Ouanoukrim le titre de deuxième sommet de l'Afrique du Nord et du Maroc derrière le djebel Toubkal. L'ensemble de la montagne est inclus dans le parc national de Toubkal.